# Zincke反应
Zincke反应（Zincke reaction），以 Theodor Zincke 的名字命名。
吡啶类与2,4-二硝基氯苯和伯胺反应，转变为吡啶盐。

## 反应机理
反应首步为N-2,4-二硝基苯基吡啶盐的生成。这个中间体一般分离出来后通过重结晶纯化。
N-2,4-二硝基苯基吡啶盐与一分子伯胺共热时，胺对吡啶环发生加成，引发吡啶开环。开链的中间体继续与第二分子胺作用，放出2,4-二硝基苯胺，同时得到König 盐（6a 6b）。 König 盐的反-顺-反式异构体（6a）可以通过σ重排反应或自身兼性离子的亲核加成，生成环化的中间体（7）， 这一步是反应的决速步。 接下来，（7）发生质子化，并消除胺，得到最终的吡啶盐离子（9）。 
此机理为 ANRORC 机理的典型例子，依次由亲核加成（AN）、开环（ring-opening）和关环（ring-closing）的步骤组成。

## 应用
1、用于固相合成，其中胺是连接在王氏树脂（Wang resin）上
2、用于手性异喹啉盐的合成

## Zincke醛
以仲胺替代伯胺时，最终产生开链的产物——5-氨基-2,4-戊二烯醛类，称为 Zincke 醛。

## 2007年“重新发现”
2006年和2007年，日本和美国的两个研究小组都声称，他们通过N-芳基吡啶盐氯化物和取代苯胺（或脂肪胺）反应，合成如下一12元环的二氮杂轮烯分子（1），从而“重新发现”Zincke 这一类反应。
不久后德国化学家 Christl 在 Angewandte Chemie 上发文，指出上述反应与有100余年历史的 Zincke 反应实属异曲同工，而且，这两个团队提出的产物结构是错误的——产物中并不含12元环，其结构只是简单六元的吡啶鎓盐（2）而已。 看到这篇质疑，这两个团队回应称他们起初的确是忽略了 Zincke 反应的相关文献，不过，产物的结构没有错，这一点可以利用反应产物的电喷雾电离（ESI）结果来证明。其后，Christl 继续发文，称 ESI 中分子的缔合是很常见的现象，不足以证明产物为二聚体。而相反，产物的熔点和 NMR 谱反而可以证明其吡啶盐的性质。
时隔一年多后，2007年底，日本的研究小组因为“产物结构不明”，撤回了他们最早发表在 Organic Letters 上的文章。而同年12月，美国的研究小组亦对其早先所发表的文章做出改正，称其“希望修改早先提出的轮烯结构”。
这一事件得到一些媒体的报道。